# Рагім Гусейнов
Рагім Алігусейн огли Гусейнов (5 квітня 1936 , Баку  — 12 листопада 2023 , Баку ) — азербайджанський політичний діяч, Прем'єр-міністр Азербайджану у 1992—1993 роках. Депутат Верховної ради Азербайджанської РСР 9—12 скликань.

## Життєпис
Народився 5 квітня 1936 року в родині службовців у місті Баку. 1943 року пішов у перший клас у місті Ленкорані, 1953 року успішно закінчив середню школу в Баку. З 1953 по 1959 рік — студент Московського інституту сталі імені Й.В. Сталіна.
У 1959—1962 роках — майстер, старший інженер, начальник технологічного бюро Азербайджанського трубопрокатного заводу імені В. І. Леніна.
Член КПРС із 1962 року.
У 1962—1965 роках — головний спеціаліст управління, начальник відділу Держплану Азербайджанської РСР.
У 1965—1974 роках — заступник начальника, в 1974—1989 роках — начальник Головного управління Ради міністрів Азербайджанської РСР з матеріально-технічного постачання.
У 1989—1992 роках — голова Держплану Азербайджанської РСР та заступник голови Ради міністрів Азербайджанської РСР.
14 травня 1992 — 30 січня 1993 року — прем'єр-міністр Азербайджанської Республіки.
Потім — президент та голова Міжнародного каспійського фонду; віцепрезидент Міжнародної спілки вчених та інженерів.
Помер 12 листопада 2023 року. Його поховали поряд із могилою дружини на Ясамальському цвинтарі Баку.

## Нагороди
- орден Трудового Червоного Прапора
- орден Дружби народів
- орден «Знак Пошани»
- медаль «Ветеран праці»
- медалі